# Albert Vaguet
Pour l'artiste lyrique française, voir Alba Chrétien-Vaguet.
Albert Vaguet est un chanteur d'opéra français né le 15 juin 1865 à Elbeuf (Seine-Maritime) et mort le 22 février 1943 à Pau.

## L'enfance
Après une jeunesse qui n'a pas grand rapport avec le chant - il chante tout de même dans les chorales d'Elbeuf, sa ville natale - il est remarqué en 1885 par un journaliste du Journal d'Elbeuf. Il avait alors exercé les métiers de cureur et de journalier.
Il entre au Conservatoire de musique de Paris en 1886. L'année suivante, alors qu'il fait son service militaire dans le 119e régiment d’infanterie d'Évreux, il se produit lors d'une exposition au Havre où il est surnommé le Ténor militaire par la presse locale.

## Le Conservatoire de musique
Il obtient en 1889 le premier accessit de chant et d'opéra comique, et le second accessit d'opéra. L'année suivante, il sort du Conservatoire après avoir remporté les deuxièmes prix de chant, d'opéra et d'opéra comique.
Malgré ces deuxièmes prix - et contre l'avis de la critique qui lui reprochait de ne pouvoir « venir à bout d'un air sans donner à la volée une nichée de canards », Pierre Gailhart le directeur de l'Opéra Garnier décide de lui faire confiance et l'engage comme ténor. Il rejoint alors les ténors : Duc, Escalais, Vergnet, Affre, Gérôme, Téqui, Piroia, Voulet, Devries et Idrac.
Le Conservatoire de musique de Paris est depuis devenu le Conservatoire national supérieur de musique et de danse de Paris.

## L'Opéra Garnier

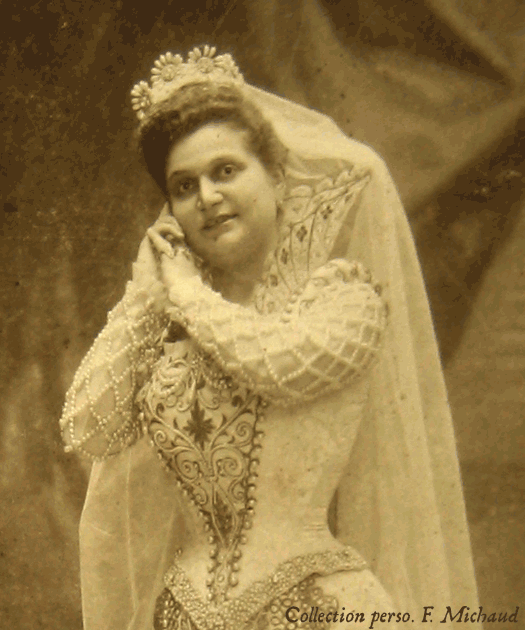
Alba Chrétien en 1894

Albert Vaguet monte pour la première fois le 29 octobre 1890 sur la scène du Palais Garnier dans le rôle de Faust de Charles Gounod, qu'il jouera plus de 300 fois. Il interprète de nombreux rôles parmi les pièces L'Or du Rhin, Les Maîtres chanteurs de Nuremberg de Richard Wagner, Gwendoline d'Emmanuel Chabrier, Déidamie d'Édouard Noël, Thaïs de Jules Massenet, Otello de Giuseppe Verdi etc.
C'est à l'occasion de Déidamie en 1893 qu'il rencontre Albertine Marie Chrétien, plus connue sous son nom de scène Alba Chrétien, née à Paris le 8 mars 1872. Ils se marient le 30 juin 1894 à Paris.
Ils chantent à la Société des Concerts du Conservatoire de Paris et à l'Opéra jusqu'en 1903 pour Albert et 1904 pour Alba.

## Après l'Opéra
Ils déménagent à Nay, près de Pau, en 1906. Albert continue cependant à enregistrer des cylindres puis des disques pour Pathé, et Alba à donner des leçons de chant.
Albert et son épouse décèdent à Pau respectivement le 22 février 1943 et le 28 février 1963.

## Épilogue
Albert Vaguet a enregistré de très nombreux cylindres et disques chez Pathé. Il n'est pas très difficile d'en obtenir dans les magasins spécialisés. Il est par contre bien plus compliqué de les écouter sans endommager le support. Il n'existe malheureusement aucune compilation de ses prestations enregistrée sur un support moderne, Pathé faisant encore valoir ses droits (ils expireront vers 2020).
À noter que les cylindres et disques maîtres (les originaux détenus par Pathé) ont souffert de conditions de stockage inadéquates et sont de fait irrémédiablement altérés.

## Sources
- L'Almanach des spectacles
- L'Année musicale
- La Nouvelle Revue
- Revue internationale de musique française, no 26
- et des documents familiaux, ou remis par J.-P. Meslin